# North La Junta (Colorado)
North La Junta es un lugar designado por el censo ubicado en el condado de Otero en el estado estadounidense de Colorado. En el Censo de 2010 tenía una población de 512 habitantes y una densidad poblacional de 142,22 personas por km².

## Geografía
North La Junta se encuentra ubicado en las coordenadas 37°59′59″N 103°31′24″O / 37.99972, -103.52333. Según la Oficina del Censo de los Estados Unidos, North La Junta tiene una superficie total de 3.6 km², de la cual 3.52 km² corresponden a tierra firme y (2.16%) 0.08 km² es agua.

## Demografía
Según el censo de 2010, había 512 personas residiendo en North La Junta. La densidad de población era de 142,22 hab./km². De los 512 habitantes, North La Junta estaba compuesto por el 82.03% blancos, el 1.56% eran afroamericanos, el 4.3% eran amerindios, el 0% eran asiáticos, el 0% eran isleños del Pacífico, el 9.57% eran de otras razas y el 2.54% pertenecían a dos o más razas. Del total de la población el 23.83% eran hispanos o latinos de cualquier raza.